# Yuyuko Takemiya
Yuyuko Takemiya (竹宮ゆゆこ?, Takemiya Yuyuko; 24 febbraio 1978) è una scrittrice giapponese di light novel.
Takemiya ha cominciato la sua carriera nel settembre 2004 con la sua serie di light novel Watashitachi no Tamura-kun, pubblicata nell'autunno 2004 in  Dengeki hp Special, una versione speciale di Dengeki hp. Negli stessi mesi ha lavorato anche per la sceneggiatura del videogioco bishōjo Noel della FlyingShine. Successivamente alla conclusione di Watashitachi no Tamura-kun, Takemiya ha cominciato la sua serie di maggior successo Toradora!, che è anche la sua opera più lunga.

## Opere
Light novels
- Watashitachi no Tamura-kun (わたしたちの田村くん?) (sulla rivista Dengeki Bunko)
  - Watashitachi no Tamura-kun ISBN 4-8402-3066-8 (giugno 2005)
  - Watashitachi no Tamura-kun 2 ISBN 4-8402-3152-4 (settembre 2005)

- Toradora! (とらドラ！?) (sulla rivista Dengeki Bunko)
  - Toradora! ISBN 978-4-8402-3353-8 (10 marzo 2006)
  - Toradora2! ISBN 978-4-8402-3438-2 (10 maggio 2006)
  - Toradora3! ISBN 978-4-8402-3551-8 (10 settembre 2006)
  - Toradora4! ISBN 978-4-8402-3681-2 (10 gennaio 2007)
  - Toradora Spin-off! Kouhuku no Sakura-iro Torunēdo (とらドラ・スピンオフ！ 幸福の手乗りタイガー伝説? lett. Toradora Spin-off! Il tornado della felicità color ciliegio) ISBN 978-4-8402-3838-0 (10 maggio 2007)
  - Toradora5! ISBN 978-4-8402-3932-5 (10 agosto 2007)
  - Toradora6! ISBN 978-4-8402-4117-5 (10 dicembre 2007)
  - Toradora7! ISBN 978-4-04-867019-7 (10 aprile 2008)
  - Toradora8! ISBN 978-4-04-867170-5 (10 agosto 2008)
  - Toradora9! ISBN 978-4-04-867265-8 (10 ottobre 2008)
  - Toradora Spin-off2! Tora, Koyuru Aki (とらドラ・スピンオフ2！ 虎、肥ゆる秋? lett. Toradora Spin-off 2! Tigre, splendido autunno) ISBN 978-4-04-867459-1 (10 gennaio 2009)
  - Toradora10! ISBN 978-4-04-867593-2 (10 marzo 2009)

- Golden Time (ゴールデンタイム?) (sulla rivista Dengeki Bunko)

Manga
- Watashitachi no Tamura-kun (con Sachi Kurafuji)
- Toradora! (con Zekkyō)
- Golden Time (con Umechazuke)
- Evergreen (con Akira Kasukabe)

Videogiochi
- Noel (FlyingShine) (24 settembre 2004)